# Sanatruces của Parthia
Sanatruces của Parthia (Sinatruces hoặc Sanatruk, khoảng năm 157 TCN - 70 TCN) trị vì đế chế Parthia từ khoảng năm 77 đến khoảng năm 70 trước Công nguyên. Ông là một thành viên của nhà Arsaces, theo một tác phẩm được cho là của Lucian, trong thời điểm khó khăn sau cái chết của vua Mithridates II trong khoảng năm 88 trước Công nguyên. Ông đã được tôn làm vua bởi người Sacaraucae Scythia hoặc Saka, một bộ tộc Ấn-Âu, giống như người Parthia, những người đã xâm lược Iran trong khoảng năm 77 TCN .
"Sinatroces, vua Parthia, đã khôi phục lại được đất nước của mình vào năm ông ta tám mươi tuổi bởi dân Sacauracae Scyth, lên ngôi và giữ nó trong bảy năm." Makrobioi, 15.
Ông qua đời vào khoảng năm 70 trước Công nguyên và đã được kế vị bởi con trai của ông Phraates III.

## Sanatruces trong truyền thuyết Byzantine
Một Sanatruces (Sanatrucius) khác, con trai của Mithridates IV được nhắc đến như một vị vua Parthia mất sớm vào năm 115 bởi John Malalas, trong tác phẩm Chronographia của ông.